# Jonche
Die Jonche ist ein kleiner Fluss in Frankreich, der im Département Isère in der Region Auvergne-Rhône-Alpes verläuft. Sie entspringt an der Westflanke des Berggipfels Le Tabor (2389 m), im Gemeindegebiet von Saint-Honoré, entwässert generell Richtung Südsüdwest und mündet nach rund 18 Kilometern im Gemeindegebiet von Cognet als rechter Nebenfluss in den Drac. Die Jonche trifft bei La Mure auf die Bahnstrecke Chemin de fer de La Mure, die heute als Museumsbahn betrieben wird.

## Orte am Fluss
(Reihenfolge in Fließrichtung)
- Villard-Saint-Christophe
- Pierre-Châtel
- Nantizon, Gemeinde Susville
- La Mure
- Prunières
- Cognet

## Sehenswürdigkeiten
- Im Mündungsabschnitt verläuft der Fluss durch die Schlucht Gorges de la Jonche.
- Knapp bei der Mündung in den Drac wird dieser von der Brücke Pont de Cognet, erbaut 1605, überspannt.[4]